# Pieter Hendriks
Pour les articles homonymes, voir Hendriks.
Pas d'image ? Cliquez ici

a Compétitions nationales et continentales officielles uniquement.

b Matchs officiels uniquement.
Dernière mise à jour le 31 juillet 2025.
Pieter Hendriks, né le 13 avril 1970 à Douglas (Afrique du Sud), est un ancien joueur sud-africain de rugby à XV qui a joué avec les Springboks entre 1992 et 1996. Il joue au poste d'ailier.

## Biographie
Pieter Hendriks effectue son premier test match avec les Springboks le 15 août 1992 à l'occasion d'un match contre l'équipe de Nouvelle-Zélande (défaite 24-27).
Il gagne la Coupe du monde 1995. Titulaire dès le début de la compétition, notamment contre l'Australie où il inscrit un essai, il est suspendu 90 jours pour brutalité après avoir été impliqué dans une bagarre dans un match de poule contre le Canada.
Sa suspension permettra le retour de Chester Williams en sélection, qui dispute dès lors tous les matchs suivants.

## Palmarès

### Avec les Springboks
- 14 sélections
- 2 essais
- 10 points
- Sélections par saison : 2 en 1992, 2 en 1994, 3 en 1995, 7 en 1996.
- Participation à la Coupe du monde 1995 (3 matchs comme titulaire), victoire finale.